# 太陽交通 (新潟県)

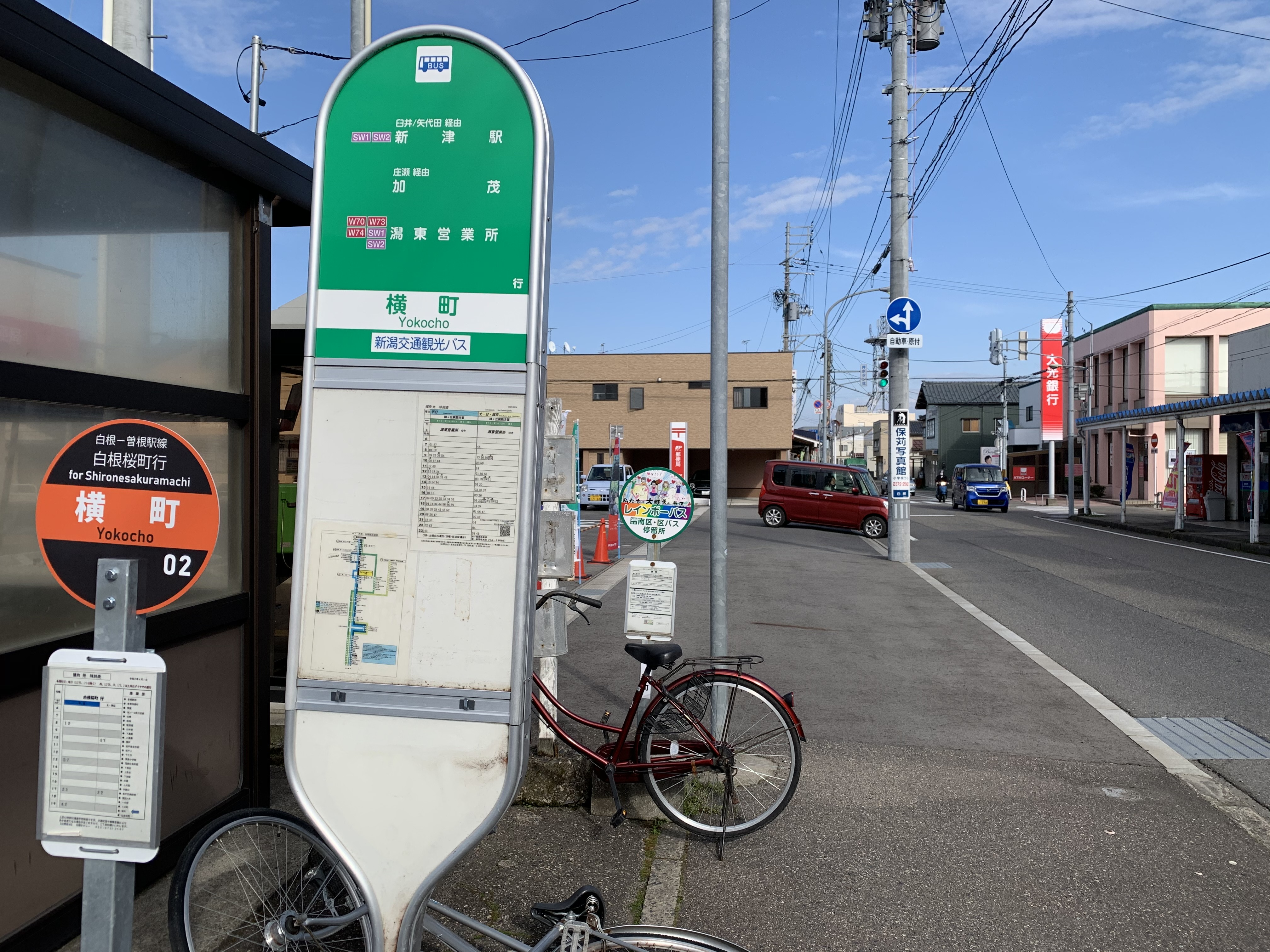
2019年4月より太陽交通新潟が運行している路線バスのバス停（左の黒地に橙のもの）

太陽交通株式会社(たいようこうつうかぶしきかいしゃ)は、新潟県新潟市北区に本社を置く、タクシー会社である。
この項では関連会社の太陽交通新潟及び太陽交通新発田中央についても記載する。

## 沿革
- 1969年8月　豊栄タクシー株式会社を設立
- 1974年8月　旧豊栄市早通(現:新潟市北区早通)に早通営業所を設置
- 1977年3月　現社名へ変更
- 1977年5月　新潟市大形本町(現:新潟市東区大形本町)に新潟営業所を設置し、旧新潟市内に参入。
- 1989年11月　新潟営業所を早通営業所に統合。
- 1994年2月　早通営業所を本社営業所に改称
- 2003年4月　新潟市小新(現:新潟市西区小新)に西営業所設置
- 2005年10月　新潟市葛塚に東営業所を設置
- 2006年8月　クレジットカード取扱開始
- 2007年2月　配車無線システムをデジタル化更新するとともにGPS-AVMシステム導入
- 2007年10月　新発田中央交通㈱をグループ化（太陽交通新発田中央㈱に商号変更）、太陽交通配車センターにて共同無線配車を実施。このことで新潟交通圏及び新発田交通圏に跨るタクシー事業グループとなる。
- 2008年11月　西営業所を分社化（太陽交通新潟㈲設立）
- 2014年6月　本社を東営業所に移転し、前本社をJR早通駅前待機所とする
- 2015年4月　GPS-AVMシステム更新し、同年6月よりスマホ配車を開始
- 2015年7月　東京無線協同組合と業務提携し、東京無線協同組合発行のタクシーチケットの取り扱いを開始
- 2015年11月　経営破綻した「小針タクシー」(新潟市西区)の車両及び従業員を太陽交通新潟にて引き受ける